# Ebbe Ohlsson

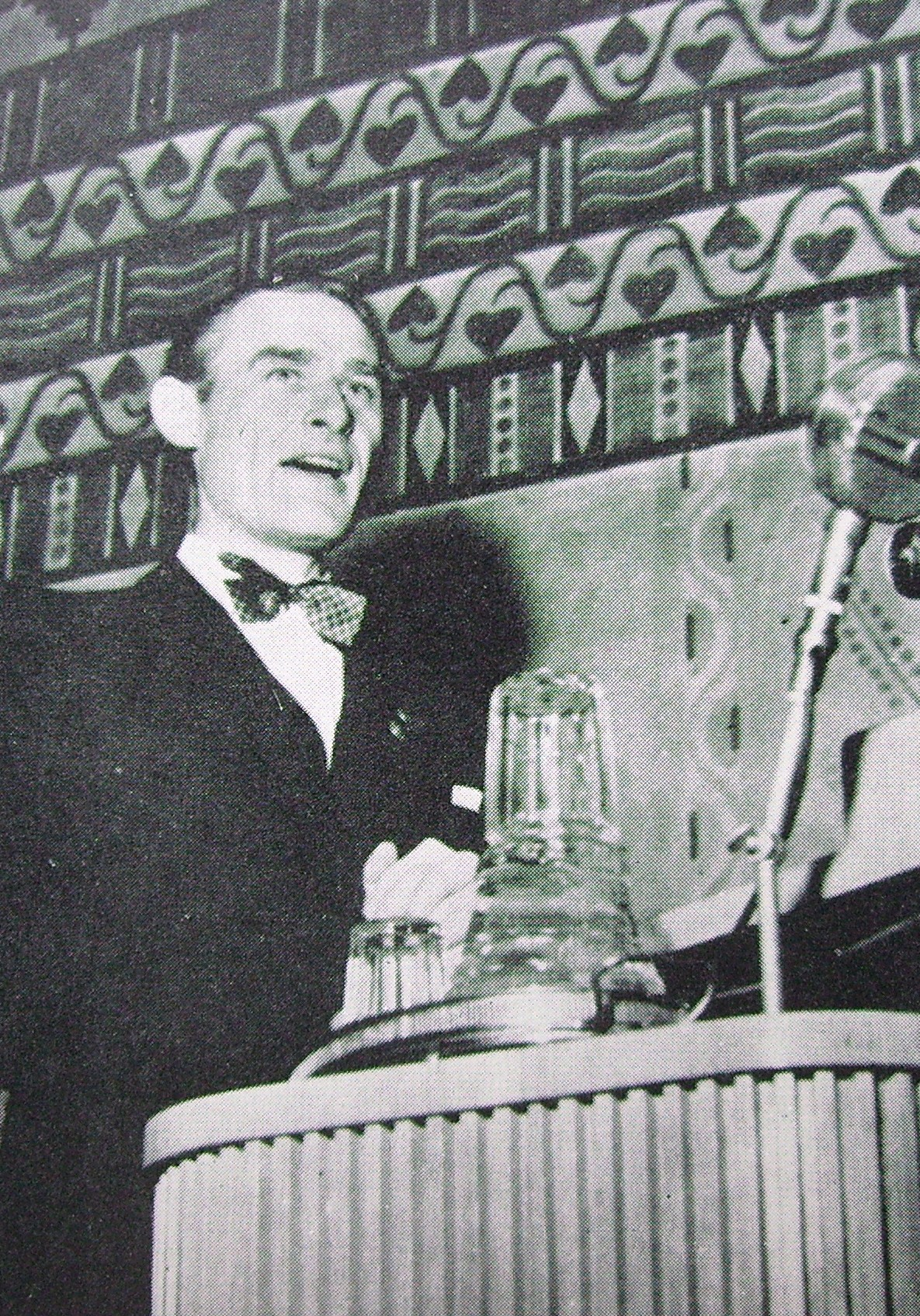
Ebbe Ohlsson (1959)

Olof Ebbe Magnus Ohlsson, född 16 december 1903 i Blädinge socken, Kronobergs län, död 11 maj 1995 i Alvesta, var en svensk lantbrukare och politiker i Högerpartiet. Han var son till Peter Magnus Olsson.
Ebbe Ohlsson genomgick folkhögskola 1921-1922 och lantmannaskola 1923–1924. Han var förbundsordförande i Ungsvenskarna respektive Högerns ungdomsförbund (HUF) 1945-1949 och senare ledamot av Sveriges riksdags första kammare från 1951 i valkretsen Kronobergs och Hallands län. Han hade även en kommunalpolitisk karriär, 1939–1951 som ledamot av kommunfullmäktige i Blädinge landskommun och från 1952 som ledamot av kommunfullmäktige i Vislanda landskommun.